# Vračkovice
Vračkovice (německy Wratschkowitz) jsou malá vesnice, část obce Načeradec v okrese Benešov. Nachází se asi 1,5 km na východ od Načeradce. Prochází zde silnice II/127. V roce 2009 zde bylo evidováno 33 adres.
Vračkovice je také název katastrálního území o rozloze 2,02 km².

## Historie
První písemná zmínka o vesnici pochází z roku 1356.

## Galerie

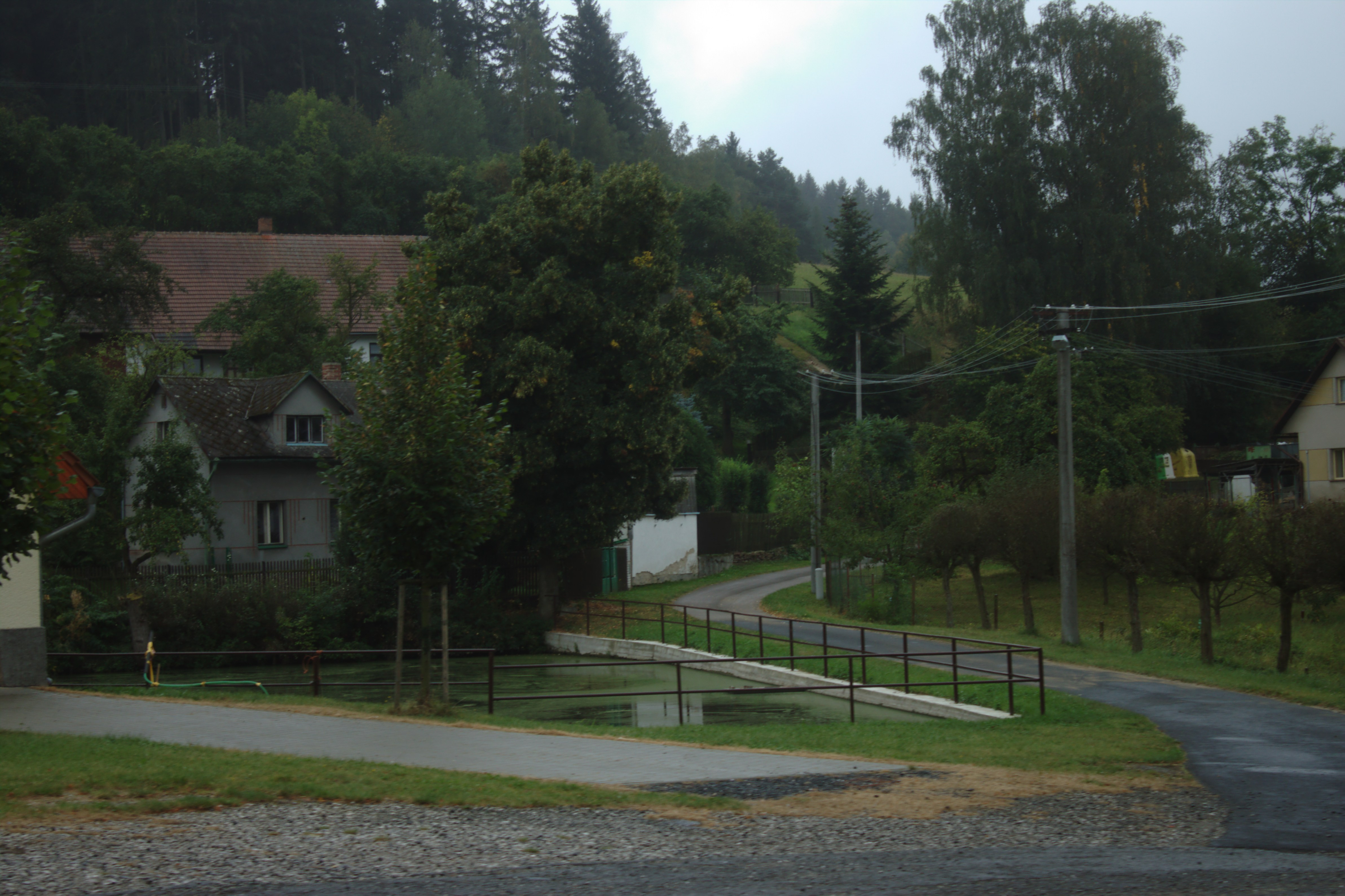
Rybník
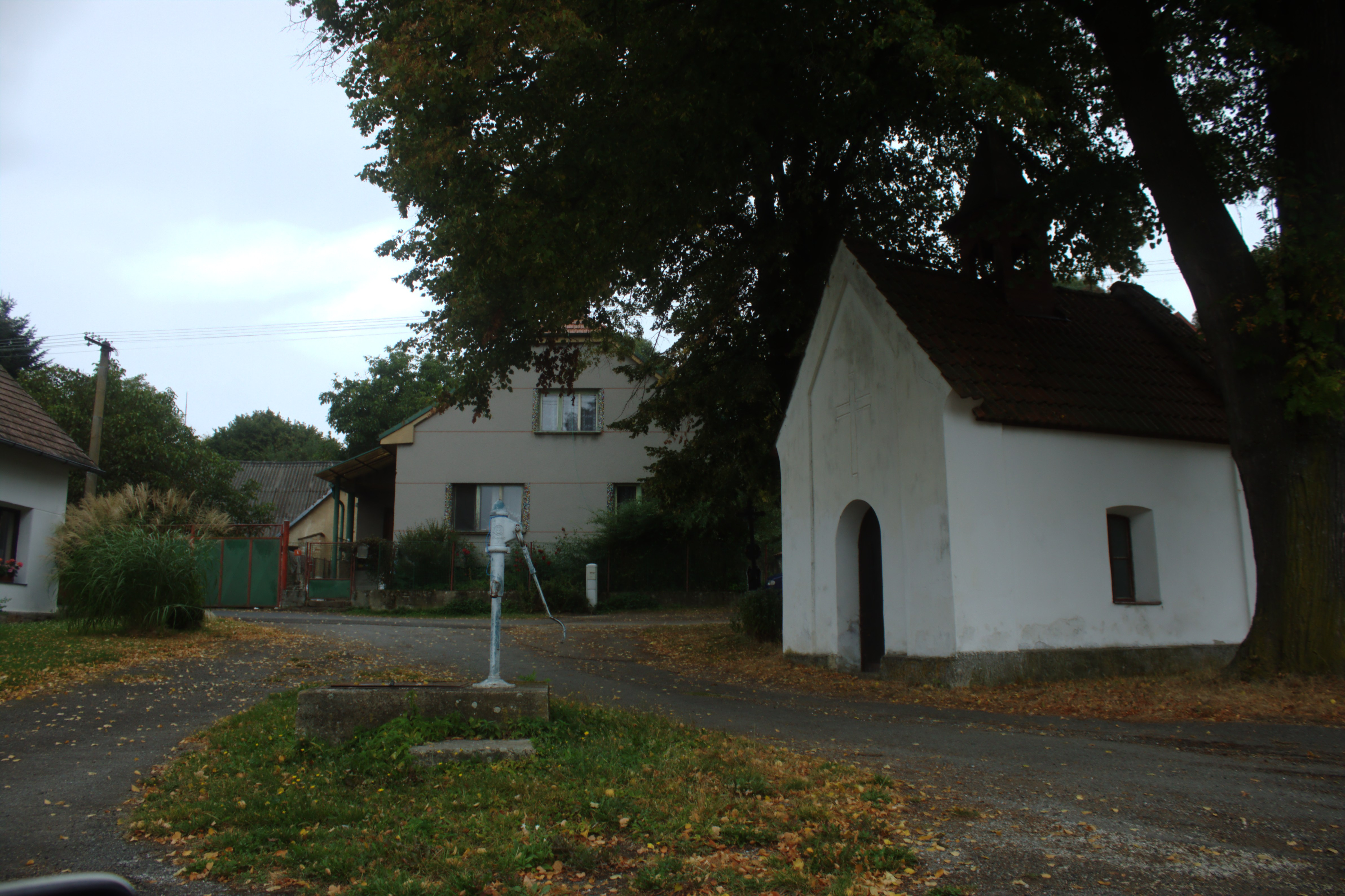
Kaple
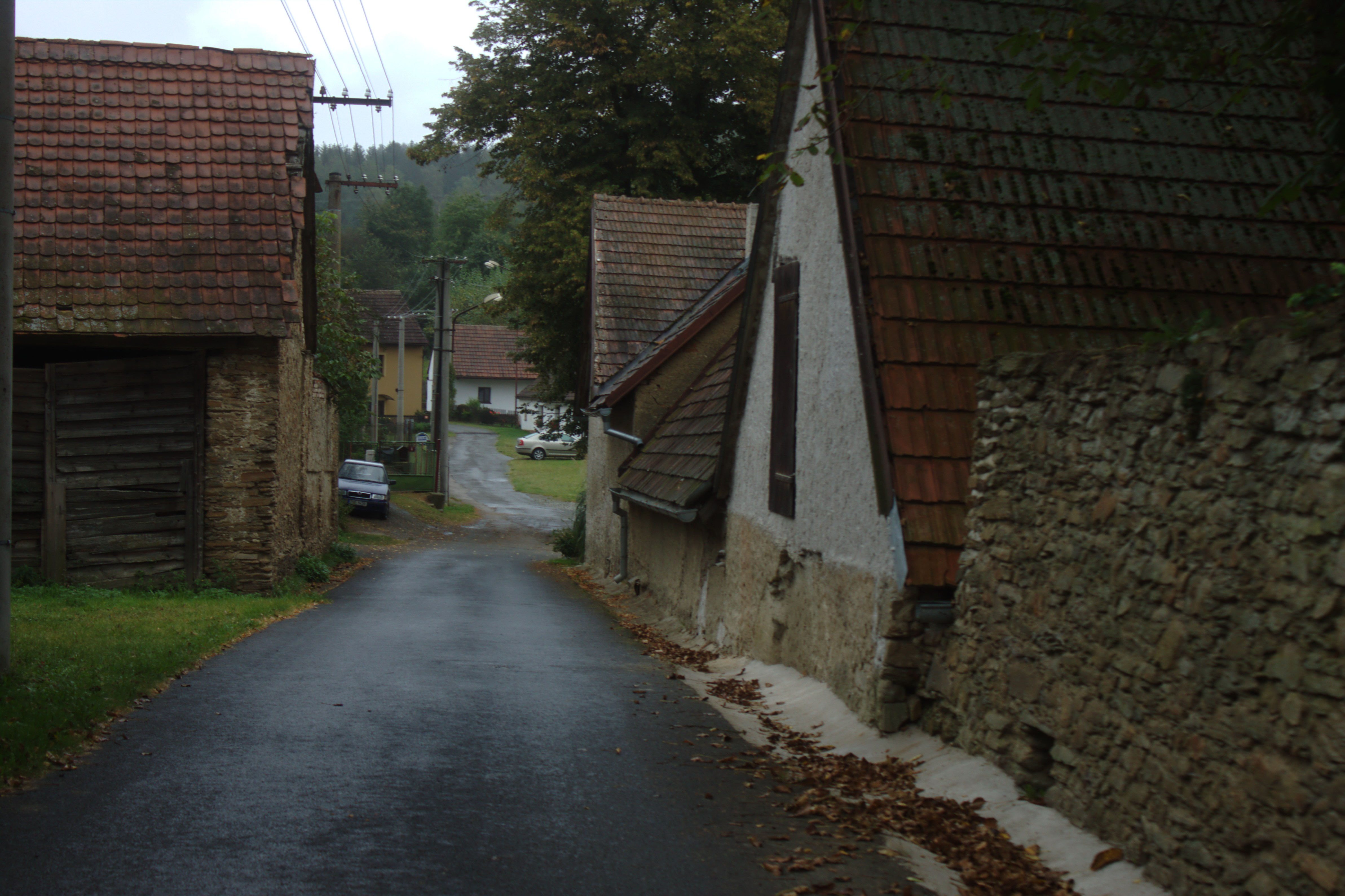
Cesta